# 2005年日本国際博覧会
2005年日本国際博覧会（2005ねんにっぽんこくさいはくらんかい、英称: The 2005 World Exposition, Aichi, Japan、通称: 愛・地球博、愛知万博）は、2005年（平成17年）3月25日から同年9月25日まで、長久手会場（愛知県愛知郡長久手町〈現：長久手市〉及び豊田市 にまたがる場所）および瀬戸会場（同県瀬戸市）の2会場で開催された博覧会である。
21世紀最初の国際博覧会（EXPO）であり、日本では1970年に開催された大阪万博以来の2回目の総合的なテーマを取り扱う大規模な国際博覧会（General category：旧・一般博、現・登録博）となった。
略称は、博覧会協会が定めた正式な愛称として「愛・地球博」（あい・ちきゅうはく）がある他、開催地の名から「愛知万博」とも呼ばれる。英語愛称は、EXPO 2005 AICHI, JAPAN。1997年にモナコで開かれた博覧会国際事務局（BIE）総会でカナダのカルガリーを破り、開催地に選ばれた。

## 概要
- 名称：2005年日本国際博覧会（The 2005 World Exposition, Aichi, Japan 略称：Expo 2005 Aichi, Japan 愛知万博）
- 愛称：愛・地球博　(Exposition of Global Harmony)
- テーマ：「自然の叡智」(Nature's Wisdom)
- 開催期間：2005年3月25日〜9月25日（6ヶ月、185日間）
- 性格：国際博覧会条約に基づく登録博覧会
- 主催：財団法人 2005年日本国際博覧会協会
- 面積：約173ha（長久手会場：約158ha、瀬戸会場：約15ha）
- 事業費：2,085億円（内、会場建設費1,453億円、運営費632億円）[注釈 4]
- 入場料：大人4,600円 中人2,500円 小人1,500円 全期間入場券17,500円（消費税5%込）
- 入場者数：2,204万9,544人（目標：1,500万人）
- シンボルマーク：10個の緑色の点線による円（大貫卓也作）

### 開催候補地とテーマの変遷
1988年から構想され、1994年に愛知県から示された最初の基本構想のテーマは「技術・文化・交流―新しい地球創造―」であり、会場は、大阪万博の約2倍の約650ヘクタール、予想入場者数は、4,000万人、跡地構想は「あいち学術研究開発ゾーン」と「新住宅市街地開発事業」となっていた。その後、環境への配慮から、会場候補地である海上（かいしょ）地区の自然環境破壊に対して批判がなされ、1996年に「新しい地球創造―自然の叡智（Beyond Development：Rediscovering Nature's Wisdom）」として、会場面積は540ヘクタールに縮小し、予想入場者数も2500万人に減少させ、BIE（国際博覧会事務局）に立候補申請し、1997年BIE総会で投票により開催地に決まった。その後、1999年、当初メイン会場として計画されていた海上地区（瀬戸会場）にオオタカの営巣が発見された。2000年2月、BIEは「自然の叡智」というテーマを掲げながらも「新しい地球創造」として、会場の跡地利用として宅地造成の新住宅市街地開発事業や道路建設をセットで実施することについて「万博を隠れ蓑にした土地開発事業」と会場計画を批判し、全面見直しを強く求めた。その後、生態系を尊重する市民団体などの要望を受け入れ、2000年5月にメイン会場を愛知青少年公園（長久手会場）に変更し、万博のテーマを「自然の叡智（Nature's Wisdom）」と変更し、より環境問題と市民参加を前面に打ち出す事となった。変更後の会場である愛知青少年公園に残っていた自然を活かし、その自然自体（自然体感）も展示の目玉となった。
一方で外国パビリオンについては、これまでの万博のような各国が個性的な建築物でアピールすることとは異なり、万博協会が規格建築物（モジュール）をグランドや遊具だった所など樹木の少ない区画に建設し、参加国はモジュールの外装や内装のみで個性を発揮するという形をとった。その結果、コンパクトで省資源な環境配慮型の会場構成が実現できた。加えて、開催前の会場構成・パビリオン企画の段階から市民が積極的に参加・ボランティアセンターを設立した会場運営・周辺地域でのサポートを行う等、開催前から開催中・閉幕後にかけて市民やNGOやNPOなどが積極的に参加した。

### 評価
現行の国際博覧会条約への改正後初で、かつ21世紀最初の博覧会である。20世紀までの「開発型」「国威発揚型」（国家の開発力、国威のPR）が中心だった国際博覧会から、21世紀の新しい博覧会の形である「人類共通の課題の解決策を提示する理念提唱型」の万博に変容を遂げた博覧会として、国際博覧会事務局（BIE）および日本政府は位置づけている。
万博の出展国の評価を行う「褒賞制度」が、1958年のブリュッセル万博以来、ほぼ半世紀ぶりに復活した。万博の質の向上を目指す博覧会国際事務局 (BIE) の求めに応じて博覧会協会が制定した。愛知万博に出展している外国館のデザインや展示内容を審査し、金、銀、銅の各賞を贈るもので、賞の名称は「自然の叡智賞」。

### 諸経費
計画では総事業費は1,900億円（内訳、会場建設費は1,350億円、運営費は550億円）と見積もられたが、実績としては総事業費は2,085億円（内訳、会場建設費は1,453億円、運営費は632億円）となった。なお、会場建設費については、「国庫補助金・関係地方公共団体補助金・民間等資金」が1：1：1の割合で負担し、運営費については、適正な入場料収入や営業権利金収入等ですべてを賄うことが合意された。
結果、目標を大きく上回る入場者数とキャラクターグッズの売り上げにより、最終的に129億円の黒字を計上している。
2006年9月16日〜25日には、「閉幕1周年記念事業」として、各種シンポジウムやイベントが開催された。以後、毎年開幕閉幕の周年行事が行われている。

## ギャラリー

### 長久手会場
ウィキメディア・コモンズには、パビリオンに関するカテゴリがあります。

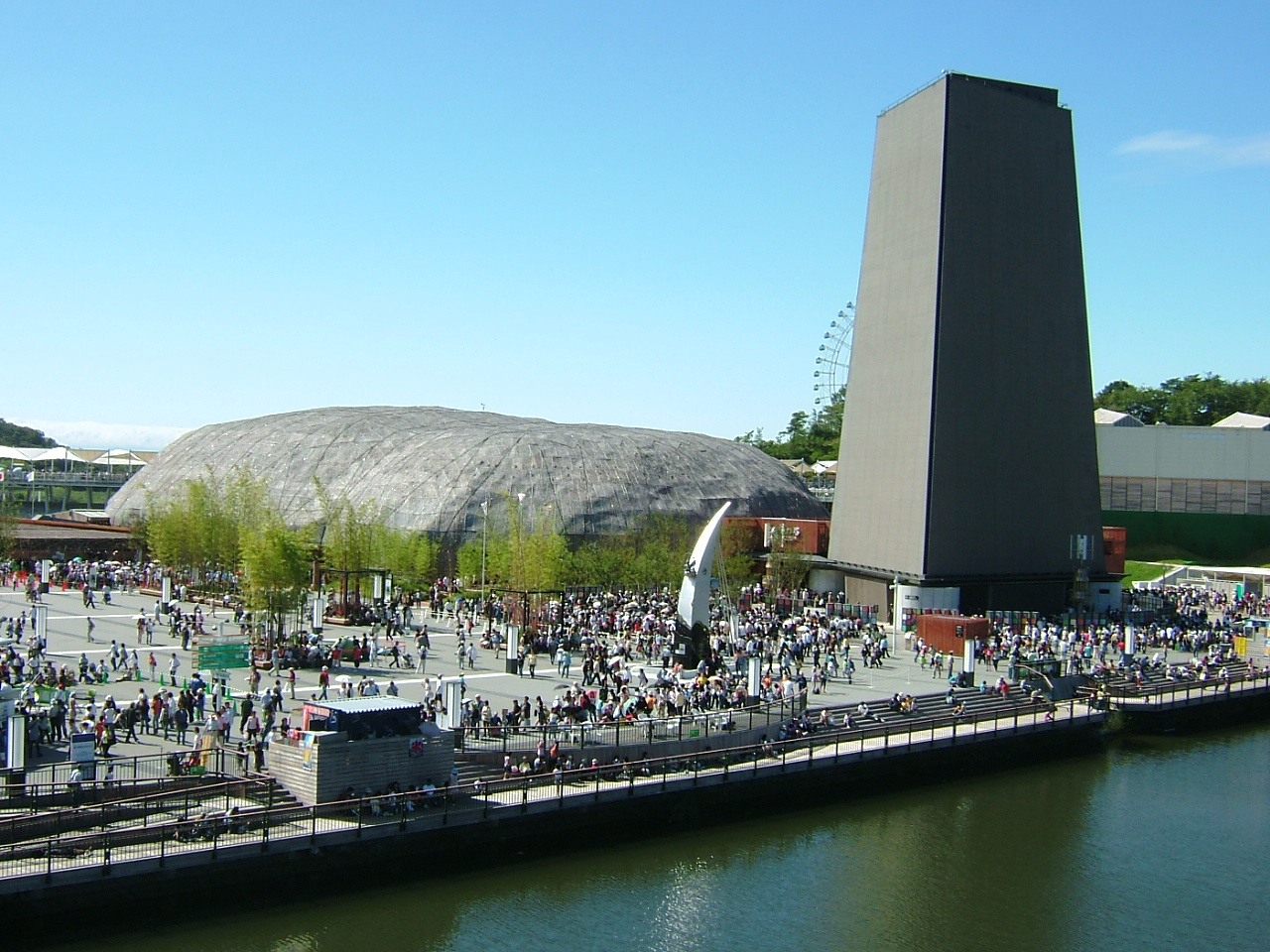
日本ゾーン（大地の塔、長久手日本館）
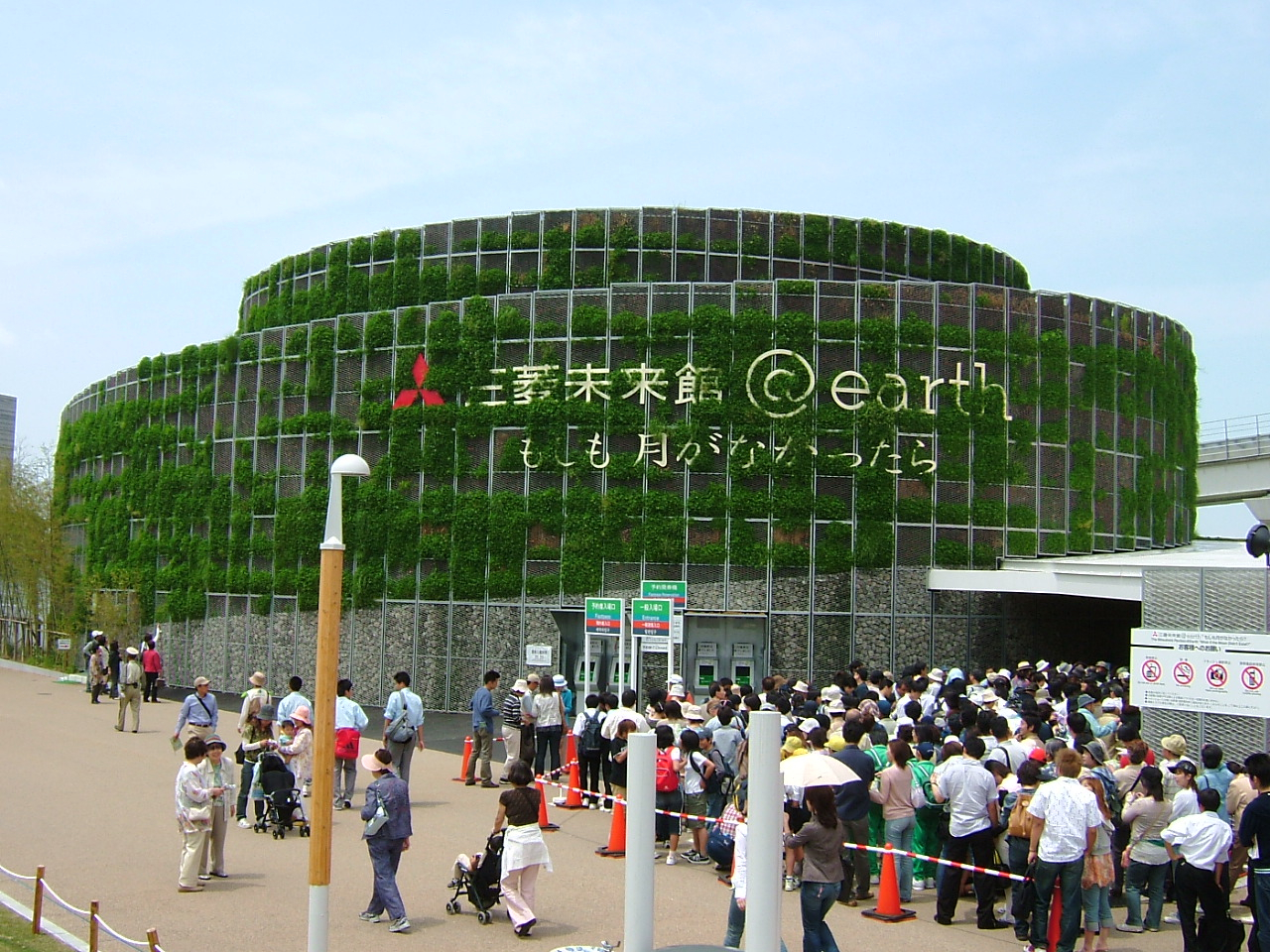
三菱未来館
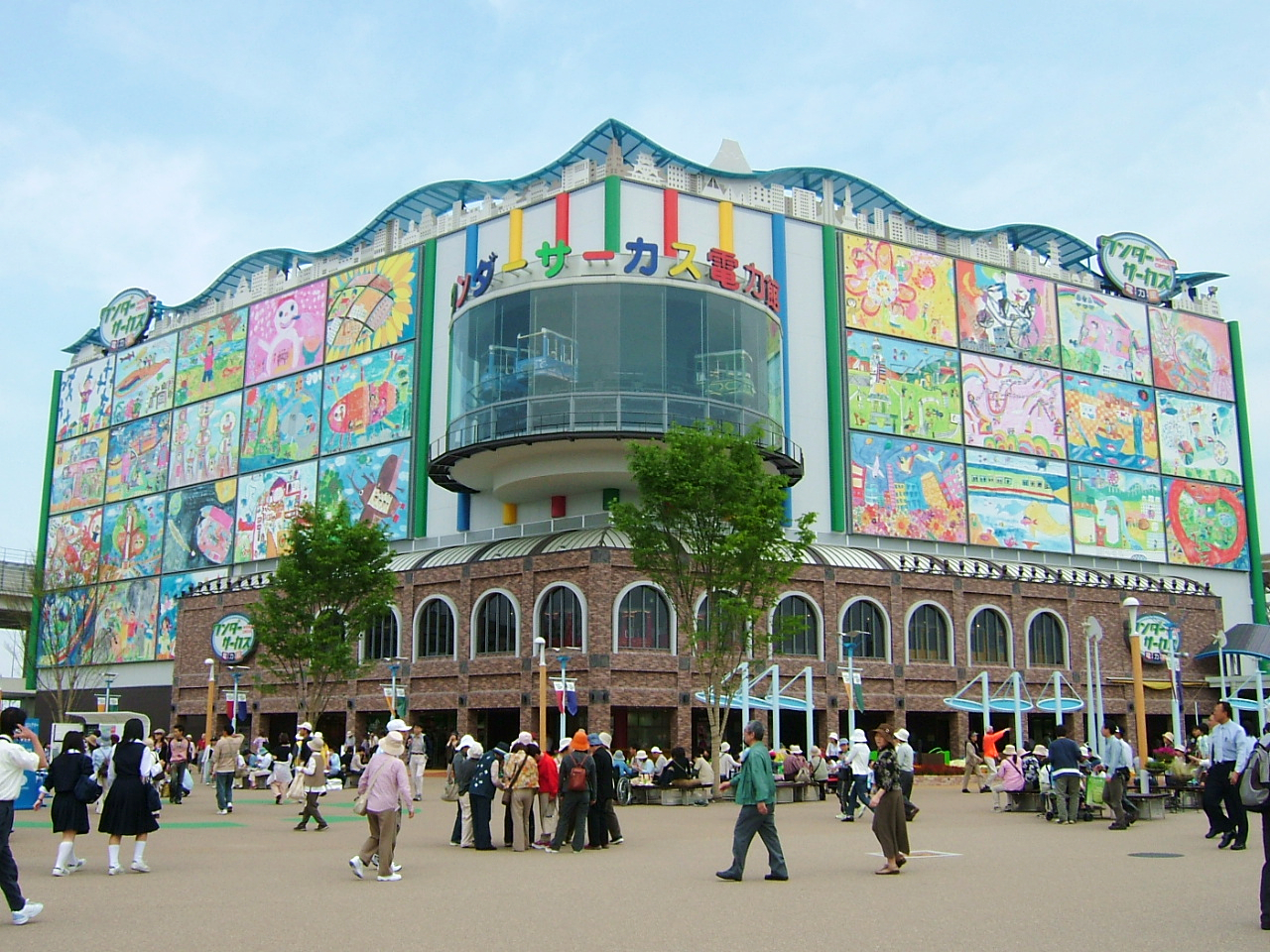
ワンダー・サーカス電気館
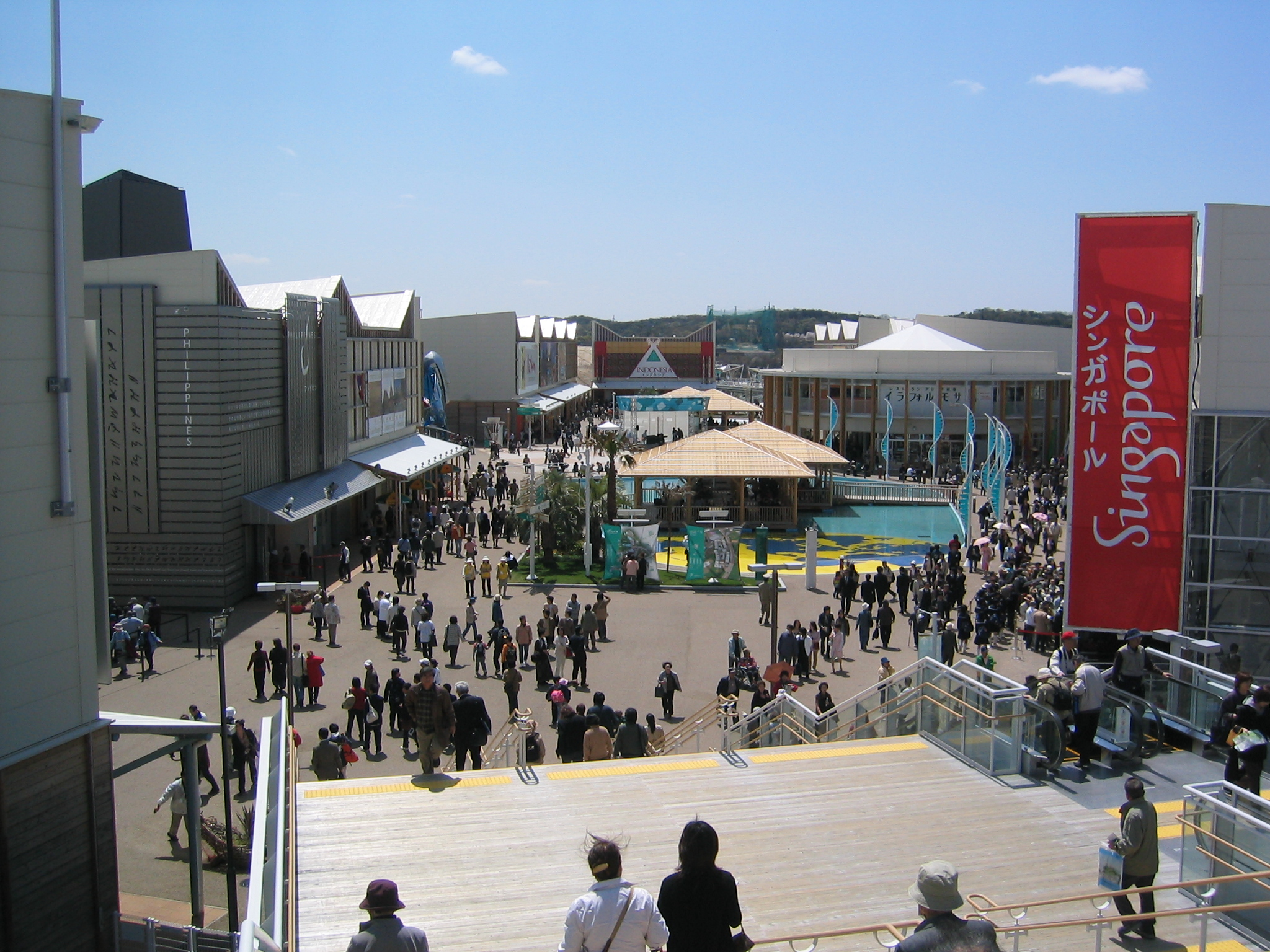
各国パビリオン（グローバル・コモン6）

| ウィキメディア・コモンズには、瀬戸会場に関するカテゴリがあります。 | ウィキメディア・コモンズには、サテライト会場に関するカテゴリがあります。 - 笹島サテライト会場「デ・ラ・ファンタジア」の夜景 |

### 瀬戸会場

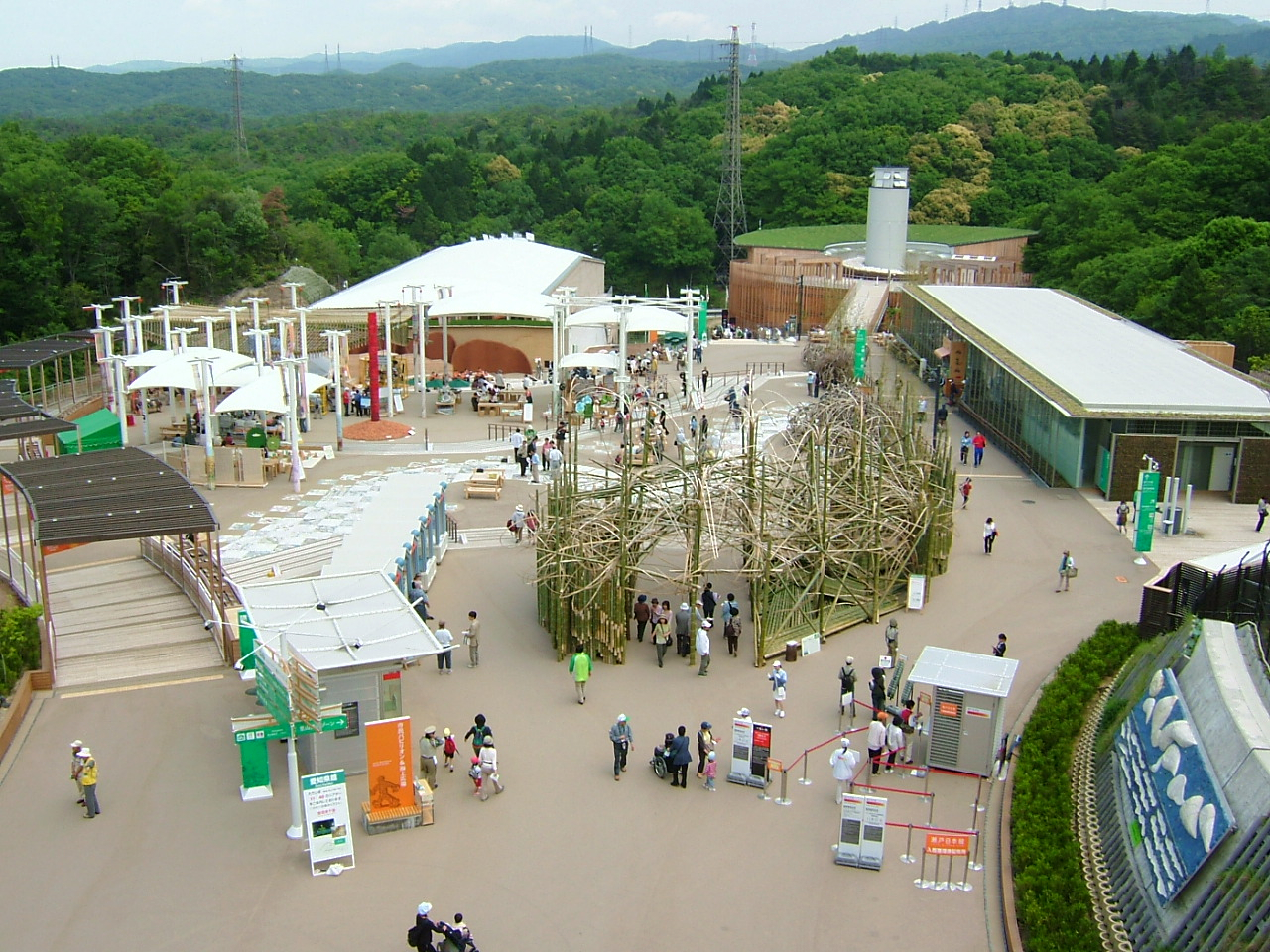

### サテライト会場

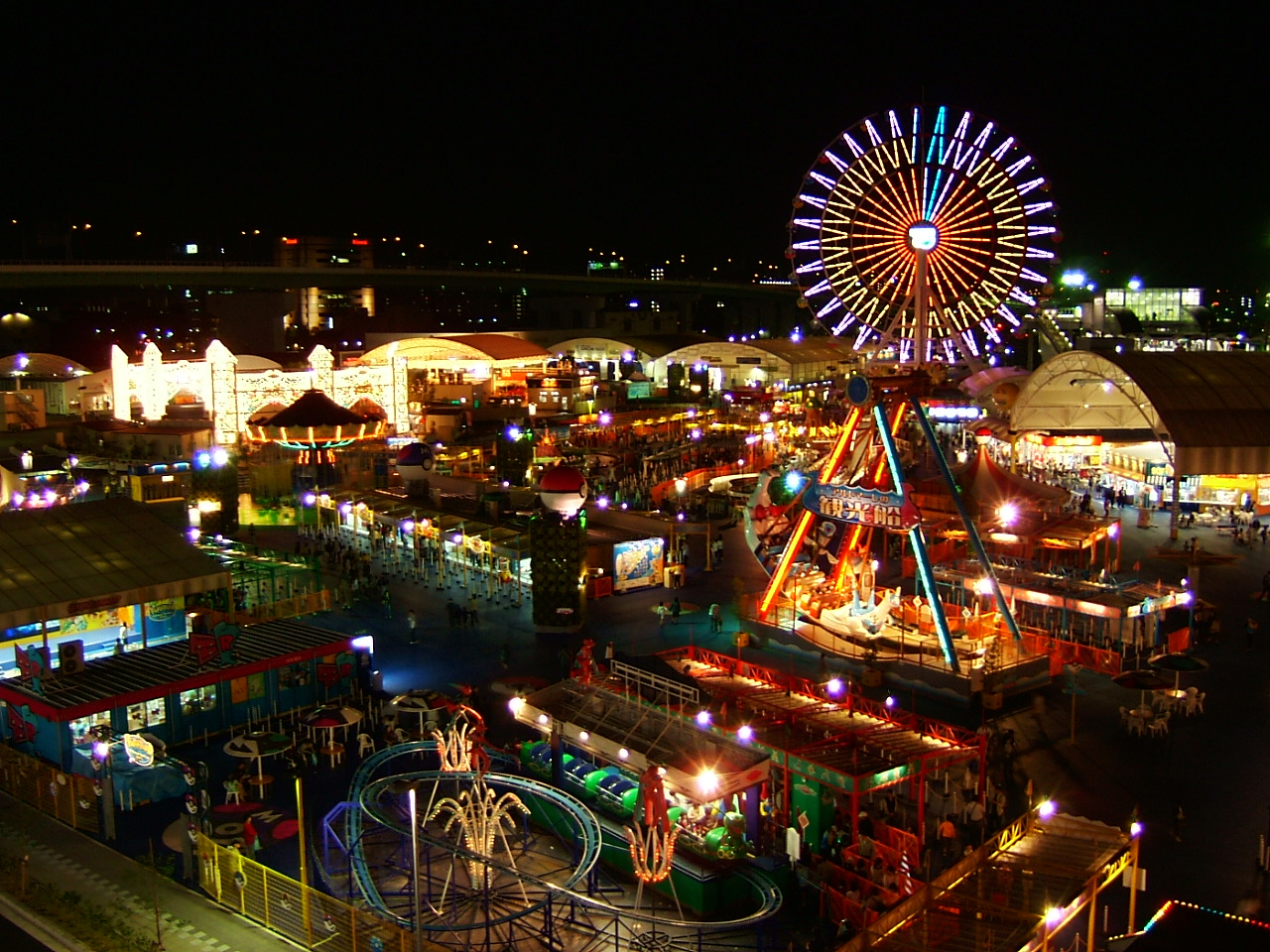
笹島サテライト会場「デ・ラ・ファンタジア」の夜景

## テーマ

### 「自然の叡智 Nature's Wisdom」
人と自然がいかに共存していくか、というテーマを掲げた上で、環境万博を目指した。
サブテーマとしては下記の3つを掲げ、総合的な博覧会を志向した。
1. 宇宙、生命と情報（Nature's Matrix）
2. 人生の“わざ”と知恵（Art of Life）
3. 循環型社会（Development for Eco-Communities）

博覧会イベントコンセプト「地球大交流」

## テーマ曲
公式テーマ曲のプロデューサーにX JAPANのYOSHIKIが就任した。また、地元・愛知県ゆかりの歌手が集まってこの博覧会のイメージソングである、シャンソン・『ブラボー!ムッシュ・ルモンド(地球讃歌)』を歌って博覧会を応援している事でも知られる。更に1970年の大阪万博で三波春夫が歌った「世界の国からこんにちは」が、実子三波豊和とキャイ〜ンによって「世界の国からこんにちは2005」として35年ぶりにリニューアルされた。また、開会式音楽監督の渡辺俊幸作曲による開会式公式テーマ曲「愛・未来」が天皇、皇后の入場に合わせ、佐渡裕指揮によるEXPOスーパーワールドオーケストラによって演奏された。

### 公式テーマ曲
- I'll Be Your Love（公式イメージソング、作詞・作曲：YOSHIKI、歌：DAHLIA）
- 愛・未来（開会式公式テーマ曲、作曲 : 渡辺俊幸、指揮 : 佐渡裕、演奏 : EXPOスーパーワールドオーケストラ）

### 公式アルバム「Love The Earth」
| #   | タイトル                                                                    | 作詞 | 作曲・編曲 | アーティスト                                                                  | 時間 |
| --- | --------------------------------------------------------------------------- | ---- | ---------- | ----------------------------------------------------------------------------- | ---- |
| 1.  | 「セイ・ホワット・ユー・ウィル」                                            |      |            | エリック・クラプトン                                                          | 4:37 |
| 2.  | 「オール・ザ・ラヴ・イン・ザ・ワールド」                                    |      |            | ザ・コアーズ                                                                  | 3:55 |
| 3.  | 「イン・パラディスム」                                                      |      |            | サラ・ブライトマン                                                            | 3:12 |
| 4.  | 「ベスト・オブ・ミー」                                                      |      |            | オリビア・ニュートン＝ジョン & デヴィッド・フォスター                         | 4:04 |
| 5.  | 「ザ・ハート・オブ・ザ・ランド」                                            |      |            | ジャニス・イアン                                                              | 3:56 |
| 6.  | 「オセアノ」                                                                |      |            | ジョシュ・グローバン                                                          | 4:02 |
| 7.  | 「蘭の花」                                                                  |      |            | ヨーヨー・マ & ザ・シルクロード・アンサンブル                                 | 4:22 |
| 8.  | 「アフリカ、ドリーム・アゲイン」                                            |      |            | ユッスー・ンドゥール                                                          | 3:11 |
| 9.  | 「故郷（くに）」                                                            |      |            | ルアル・ナ・ルブレ                                                            | 4:09 |
| 10. | 「ピープル・ゲット・レディー」                                              |      |            | ジギー・マーリィ & ザ・メロディ・メイカーズ                                   | 4:39 |
| 11. | 「FOR YOU ~この愛を~」                                                      |      |            | ウェイウェイ・ウー                                                            | 4:58 |
| 12. | 「愛の歌」                                                                  |      |            | 河口恭吾                                                                      | 4:19 |
| 13. | 「マルコ・ポーロ」                                                          |      |            | ロリーナ・マッケニット                                                        | 5:14 |
| 14. | 「Hand In Hand」                                                            |      |            | 鈴木重子                                                                      | 4:11 |
| 15. | 「アンコール」                                                              |      |            | ミシェル・フュガン                                                            | 3:44 |
| 16. | 「それぞれの情熱」                                                          |      |            | ミージア                                                                      | 4:06 |
| 17. | 「I'll Be Your Love（英語ヴァージョン）※「愛・地球博」公式イメージソング 」 |      |            | Vocal by Nicole Scherzinger from Violet UK（produced and written by YOSHIKI） | 5:43 |

### その他主なテーマ曲等
- 万博おんど（歌：城ゆき、作詞：山村けい、秋月ともみ、作曲：和田香苗、編曲：甲斐靖文、1995年製作）
- Smile again（歌：松任谷由実、イム・ヒョンジュ、amin、ディック・リー）
- a song is born（歌・作詞：浜崎あゆみ、作曲：小室哲哉、開会式にて披露）
- Everyone, everyone（歌：LOVE PSYCHEDELICO、公式FM「FM LOVEARTH」テーマソング）
- マザーアース（歌：森山良子、開会式公式テーマソング、理念継承事業公式テーマソング）
- Friends Love Believing〜ぬくもりをありがとう〜EXPO2005ヴァージョン（作詞：湯川れい子 作曲：服部克久 歌：松浦亜弥、閉幕（閉会式等）公式テーマソング、理念継承事業公式テーマソング）
- シェア・ザ・ワールド〜こころつないで（政府出展事業メッセージ・ソング、作曲：渡辺貞夫）
- Love The Earth（歌：エリック・クラプトン・ヨーヨー・マ・サラ・ブライトマン）
- 愛・地球博Presents GLOBAL HARMONY（立川直樹プロデュース、歌：エルトン・ジョン・ダイアナ・ロス 他）
- ココロツタエ（NHK万博関連番組テーマソング、作曲：谷村新司、歌：夏川りみ）
- 日本まるごと!万博音頭（歌：伊藤秀志 with AMラジオオールスターズ）
- いつもみんなで手をつなごう（歌：氷川きよし）
- 輝け未来 〜この大地に僕らは唄う〜（歌：大島圭太ほか東海3県のインディーズバンド）
- Say What You Will（歌：エリック・クラプトン）
- 世界の国からこんにちは2005（歌：三波豊和・キャイ〜ン）
- ブラボー!ムッシュ・ルモンド（地球讃歌）（歌：加藤久仁彦・トリオ・ロス・ペペス・NAHKI）
- 友だちへ〜Say What You Will〜（歌：SMAP）
- アイノホシ〜Love the Earth〜（歌・作詞：小森まなみ、作曲：池間史規）
- 愛の力（歌・作詞・作曲：石井竜也、編曲金子隆博）
- モリゾーキッコロ体操（歌・作詞・作曲：劇団ライオンバス）
- 森のファンファーレ（作曲：北爪道夫、演奏：愛知県立芸術大学管弦楽団）
- 愛知万博オープニングイベントで，冨田勳の「源氏交響絵巻」の続編となるシンフォニーのコンサートが演奏された．

## 日本の国際博覧会
この博覧会は、日本国内で開催される5回目の国際博覧会である（総合博覧会（一般博・登録博）としては2度目）。
- 1970年 日本万国博覧会（日本万博、万国博、大阪万博）…一般博
- 1975年 - 1976年 沖縄国際海洋博覧会（沖縄海洋博）…特別博
- 1985年 国際科学技術博覧会（筑波科学博、つくば博、つくば万博、科技博）…特別博
- 1990年 国際花と緑の博覧会（花の万博）…国際園芸博+特別博
- 2005年 2005年日本国際博覧会（愛知万博）…登録博
- 2025年 2025年日本国際博覧会（大阪・関西万博）…登録博

なお、外務省のホームページ では、1997年の山陰・夢みなと博覧会や2000年の国際園芸・造園博「ジャパンフローラ2000」（淡路花博）などは国際博覧会に含まれていない（地方博になる）。

## 2005年日本国際博覧会の位置付けと国際的な評価

### 背景
「国際博覧会」は、国際博覧会条約（BIE条約）という国際条約に基づいて、博覧会国際事務局（BIE）に登録または認定されたものである。2005年日本国際博覧会は、開催申請、開催年・国の決定、具体的な開催計画の承認の時期とBIE条約の改正・批准発効時期が重なったため、その位置づけが複雑なものとなった。また、21世紀最初の国際博覧会で、新条約発効後の初の「登録博」であり、「国際博覧会は、地球的課題解決の場であり、自然と環境の尊重という人類にとって本来的に重要な点を反映した博覧会であること」という、1994年6月のBIE総会決議を受けて開催される節目の国際博覧会として、国際的に注目された。

### 条約改正による種類区分変更
条約は、1988年の総会で改正が議決され、8年後の1996年7月に必要な批准国数を得て発効した1988年改正条約（新条約）であり、最も大きな改正点は国際博覧会の種類（区分）を変更したことである。
この新条約の発効以前の国際博覧会の区分は、「一般博」と「特別博」の2つに区分されていた。両者の最大の違いは、そのテーマがBIEが定めた人類の諸活動の二分野以上に渡るか一分野のみであるかという点であった。1988年の改正は、この一般博と特別博の区分が事実上曖昧なものとなってきたため、両者の区分を一本化し「登録博覧会（登録博）」とした上で、「大規模で総合的なもの（general）」と新たな定義が与えられることになった。
そして、別途新たに「認定博覧会（認定博）」という小規模（面積25ヘクタール以下）で、特定の分野を取り上げる区分（specialized）が設けられることになった（同時にBIEが認定した国際園芸博やミラノ・トリエンナーレは「認定博と称することが出来る」と変更されることになった）。条約に定められた各博覧会の開催間隔は、旧条約の一般博は10年に1回で、特別博は特に定めはなく、実績上は1 - 6年ごとに1回であったが、新条約の登録博は5年に1回、認定博は登録博の間に1回の開催とされた（注：国際園芸博、ミラノ・トリエンナーレは別規定）。旧条約最後の一般博である2000年のハノーヴァー万国博覧会以降は、一般博に代わる国際博覧会（即ち登録博）は2005年に開催されることとなった。
愛知万博は元々、規模的に「旧条約の一般博（大阪万博）」に相当する「21世紀初頭の総合的な博覧会」を構想し、新条約の発効後に「新条約の登録博」で申請、2005年の開催を目指していた。地元での誘致構想の立ち上がりが改正年の1988年であることからも推察できるように、条約の改正は織り込み済みであった。当時BIEは、臨時総会による議決で、2004年開催分までは旧条約による開催申請を禁じており（モラトリアム決議・モラトリアム条項）、旧条約に基づく万博は2000年のハノーヴァー万国博覧会（一般博）が最後となるはずであった。

### 新条約発効遅延による情勢の変化
ところが、新条約の発効の遅れ（加盟各国の批准手続きの遅れ）から、引き続き有効な旧条約に基づき2005年に特別博の開催が可能になるという空隙が発生してしまった。このような状況の中で、同じく21世紀初頭の国際博覧会開催を希望するカナダが、この旧条約の特別博の枠組みで2005年の国際博覧会を開催申請することが確実となった。すると競合国が出ない限り条約上自動的にカナダが2005年の開催権を取得できることとなる。
従って、この時点で、2000年に「一般博」のハノーヴァー万博の開催が決まっている以上、日本が旧条約の「一般博（開催間隔が10年以上）」として申請するか、新条約の発効後に「登録博」として申請しても2010年の開催権しか取得できないことになり、「21世紀最初」という最大のセールスポイントを失うという可能性が出てきた。
このため、カナダへの対抗上やむを得ず、敢えて新条約の発効を待たずに、2005年の開催とするため、旧条約の「特別博」で開催申請に踏み切った。日本の申請は1996年の4月18日、カナダは翌月の5月28日であった。批准国数などの条件を満たし、新条約が発効したのは、日本とカナダの申請から約2か月後の7月19日であった。
日本・カナダ両国は、1997年6月12日（現地時間）にモナコで開催された第121回BIE総会において、旧条約に基づき加盟国の無記名投票により2005年の開催権を争うこととなった。最終的には、52対27で日本・愛知が多数を得た。

### 国際的な扱い
このような申請及び開催決定の経過より、愛知万博の区分は、法理論的には旧条約の「特別博」に当たる。しかし、日本は申請に当たって「新条約発効後は新条約の登録博へ移行するよう」BIEへ要請しており、新条約が発効し具体的な開催計画の総会承認を得た以降のBIEの位置付けは、「事実上の登録博」となる。愛知万博の場合、総会承認は、新条約に合わせ、開催概ね5年前に「認定」ではなく「登録」という手続きで行い、加盟国への説明および参加招請を開始したことが記録されていることからも言える。
ちなみに、大阪万博は「General of first category（第1種一般博）」という扱いとなっていた。
2008年までBIEのホームページ では、愛知万博については、「International Specialised Exhibition」となっており、2003年（時期不明）から少なくとも2006年6月までは、注釈として「Category included in the Registered International Expositions-Amendment in 1988」とも併記されていた。つまり、1988年採択の「新条約における”登録博”に含まれる」と明記されていた。なお、当時のホームページには、他国における特別博区分に当たる博覧会については「Specialised Exhibition」か「International Exhibition」のいずれかであり、「International Specialised Exhibition」となっていたのは愛知万博のみである。
なお、2005年3月24日に開催された開会式で掲揚されたBIE旗は、前回の旧条約「一般博」の会場である、ドイツのハノーヴァー市から引き継がれた。同年9月25日の閉会式に降納されたBIE旗は、新条約「登録博」の次回会場である中国の上海市に引き継がれている。

### 国際的な評価
愛知万博は、構想から開催決定まで10年近くの年月を要し、この間に会場予定地の選定などをめぐり「開発型」から「環境保全型」へと万博を取り巻く情勢が大きく変わったため、最終的な開催計画のBIE総会での承認（「登録」）までに紆余曲折があった。この間BIEからも一時期「従来の開発型の万博である。」との厳しい批判を受け、最終的には主会場が海上（かいしょ）地区から愛知青少年公園へと変更となった。しかし、登録後は、BIEはこの愛知万博に「新しい時代の国際博覧会のモデル」として期待をした。期待や評価に転じた理由として、誘致から登録までの間に「環境への配慮」や「国際博覧会の開催意義」をめぐる下記の点が挙げられた。
1. 市民やBIEの意見を聞き、時代に合った強いテーマ性（テーマ発信性）の確保を行った点
2. 環境保全に万全を期した会場の設計と建設を行うと共に、会場建設時から会期中、撤去に至るまで廃棄物のリデュース・リユース・リサイクル（3R）の努力をした点
3. 誘致から会期にいたるまで産学官民の連携、特に市民参加型の運営・展示を行った点
4. 環境配慮と経済性（採算性）の両立についても努力した点
5. 大きな事故が無かった点

BIEはその期待に応えたものとして、会期中の2005年6月に開催された総会において「“祝意と賛辞”宣言」を決議している。このような決議は1928年にBIEが誕生して以来初めてのことであった。また、中日新聞は、BIEのロセルタレス事務局長が2006年6月にパリのBIE事務局で日本政府関係者と懇談し「この博覧会は最悪の状況で始まり、最高の結果になった。海上の森を破壊して会場を造成する当初計画に市民団体が抗議した。誰もが悲観的になったが、市民団体に加え、学識者、自治体を加えた対話が非常に誠実に行われ、ポジティブな変化を遂げた」と評価したことを報じている。
大阪万博と比較すると、愛知万博は形式的には旧条約による「特別博」であり、旧条約の一般博である大阪万博とは区分が異なるものの、「“自然の叡智”」というテーマの総合性などから実質的・内容的には旧条約の一般博に相当する総合的な国際博覧会であると言える（政府は、今までの特別博とは違い、複数の分野を取り上げる総合的な博覧会であると説明している）。

### 15年越しの「登録博」認定
開催から14年が経過した2018年5月、元・博覧会協会事務総長（現・全国中小企業振興機関協会会長）の中村利雄が、上海万博の跡地にできたBIEの「万博博物館」の式典に出席した際、過去の万博を示すモニュメントで、同等のハノーヴァー博や上海と、色や高さが異なっていることに気付いた。BIEに問い合わせるなどして調べると、博覧会協会が申請当時に当時の特別博（その後の「認定博」）の手数料（約4000万円相当）しか払っておらず、この時点で「特別博（認定博）」の扱いになっていたことが分かった。上記の1996年の申請の際、「新条約発効後は登録博と見なされるよう希望する」とただし書きを付けていたが、うやむやになったとみられる。
その後BIEと関係者間で調整が行われ、愛知万博の理念継承や財産管理をする地球産業文化研究所がBIEに登録博に必要な105万ユーロとの差額73万ユーロ（約9000万円）を納付。2019年11月27日にパリで開かれたBIE総会で全会一致で「登録博」への変更が認められた。

## キャラクター

### モリゾーとキッコロ

長久手会場北ゲートの壁に描かれたモリゾーとキッコロ

愛・地球博記念館オープンギャラリーのモリゾー・キッコロ像

公式キャラクターとしてモリゾーとキッコロ（モリゾー・キッコロ）が制定されている。ともに瀬戸市の海上の森に住む「森の精」という設定である。また、会場内やNHKで放映されたアニメ・テレビ番組、中部電力のCMなど一部に限られるが、声もつけられている。公式の略称はモリコロ。
モリゾー（Morizo）
声：八奈見乗児
愛知県瀬戸市の海上の森に住む妖精。緑色をしている。会場内での仕事はIMTSを運転することなど。「おじいちゃん」と呼ばれ中国語での名称も「森林爺爺」だが、本当の性別は不明という設定。年齢70代半ばだが縄文時代から住んでいるとされる。
キッコロ（Kiccoro）
声：渡辺菜生子
同じく海上の森に住む。性別は男性でも女性でもあり、またどちらでもないという設定。一人称は「僕」。好奇心旺盛な性格で、行動力もある。黄緑色をしている。中国語名称は「森林小子」。
なお、仲間として7色のキッコロ（カラーキッコロ）もいる。ピンク色は「花」担当、茶色は「土」担当、オレンジ色は「木の実」担当、 黄色は「光」担当、水色は「水」担当、紫色は「鉱物」担当、緑色は「木の葉」担当となっている。 最近では、青色「空担当」、赤色「火担当」、白色「雲担当」、灰色「石担当」、ペールオレンジ色「砂担当」が追加されている。
モリゾーとキッコロはアランジアロンゾによるデザインである。なお、マスコットキャラクターは、博覧会協会の公式マスコットキャラクター選定委員会が開催した、指名コンペティションによって決定された。コンペには、アランジアロンゾの他にも、秋元きつね、えだいずみ、福田美蘭、古川あづざらが参加した。
2002年3月25日にキャラクターデザインが公表された。この時点ではモリゾーは「森のおじいちゃん」、キッコロは「森のこども」と呼ばれていた。同時にキャラクター名の一般公募を行い、同年6月29日（万博開催1,000日前）に名前が決定し、公表された。
当初はキャラクターとしての知名度・人気ともに低かったが、次第に子供達を中心に絶大な人気を博した。会場では着ぐるみと一緒に写真を撮る親子連れが絶えず、梅雨時にはレインコートを着たモリゾー・キッコロまで登場した。またキャラクター商品の売り上げで万博の収益にも大きく貢献した。モリゾー・キッコロのキャラクター商品の売り上げは閉幕までに800億円、2006年2月末までに1000億円（博覧会協会発表）に達し、イベント用のキャラクターとしては異例の売れ行きとなった。
モリゾーとキッコロが登場する絵本『もりのこえ』（作・絵：田代千里 ISBN 4902490005）は2005年3月時点で20万部（日本語版）を、『モリゾーとキッコロ』（作：高橋良輔、絵：ぎゃろっぷ ISBN 4776202476）は、2005年7月時点で初版4万部と増刷1万部を発行した。なお、『モリゾーとキッコロ』にはモリゾーとキッコロが歌う「寿限無でダンス」のCDが付属している。「寿限無でダンス」は歌詞が名古屋弁で、「海上の森に住む」という設定にもかかわらず、瀬戸弁でないことに違和感があるという声もある。
閉幕と同時に海上の森へ帰っていったが、カラーキッコロはいまだに万博会場に「住み着いている」と言われている。また同時に瀬戸市海上の森2005番地（架空の住所）に住む瀬戸市民として登録された。愛知県瀬戸市では希望者に対して、1通200円（条例改正により現在は300円）でこの住民票を発行している。
閉幕後は博覧会協会により「モリゾー・キッコロは封印する」ということになっていたが、愛知県内の協賛企業の電気量販店で、モリゾーとキッコロのぬいぐるみが協会に無断で使用され大きく報道された。その後、静まる気配のない人気に押された形で、博覧会協会は2005年11月18日、万博のテーマを継承する目的で開催する記念のイベントに、再びモリゾーとキッコロを登場させることを決めた。また、2006年3月には“おかえり モリゾー・キッコロ”と謳われた新たなキャラクターグッズの販売も発表された。このようにイベント（博覧会）の公式キャラクターが、閉幕後も高い人気を獲得しているのは異例である。万博が終了しても人気があり、2006年のまるはちの日当日に、オアシス21に登場したモリコロと記念撮影をしたい家族連れが、最高20分から30分待ちの列を作ったり、ローカル・全国問わずテレビ番組にたびたび登場したりと、万博を超えた独立キャラクターになりつつある。2006年9月の閉幕1周年記念事業においても、モリゾーとキッコロを主役にしたミュージカルの公演がアクアリーナ豊橋で行われ、氷上での荒川静香との競演などが話題になった。
2010年の上海万博では日本館にてミュージカルに登場しており、以降の国際博覧会では日本館のサポーターも務めている。
なお、2007年3月31日を以って博覧会協会が完全に解散したことにより、所属（著作権保持者）が博理念継承先の地球産業文化研究所に移っている。また、同年よりNHK教育テレビにてモリゾーとキッコロが出演する教育番組『モリゾー・キッコロ 森へいこうよ!』が開始しており、2015年3月28日まで放送が続けられていた。
2015年秋に愛・地球博記念公園で開催された第32回全国都市緑化フェア「花と緑の夢あいち2015」では公式キャラクター・緑化特別大使を務めた。この際、モリゾーは胸に花の勲章を、キッコロは花の冠と胸には花の勲章が加えられたデザインで登場した。

#### モリゾーとキッコロ
詳細は「愛知万博のマスメディア#アニメ」参照。

### その他のキャラクター
その他にもいくつかのキャラクターが存在した。
- マモタン（男の子）とマモリン（妹）（マンモスラボ・博覧会協会公式マスコット）
- フク丸（ワンダーサーカス電力館）
- 江古野守（長久手愛知県館）
- カモネ（オーストラリア館）
- コーコー（フィリピン館）
- シャムロックちゃん（アイルランド館）
- ナチュリン（中米共同館）
- ケロケ郎（会場間燃料電池バス）

## 逸話
1940年3月15日から8月31日にかけて東京都で開催される予定だったが、日中戦争の激化などを受けて開催延期となった「紀元2600年記念日本万国博覧会」の前売り券は、1970年に行われた大阪万博に次いで、この万博でも使用できることとなっていた。1冊につき特別入場券を2枚交付し、48冊（96枚）の使用があった。
豊田章男は自動車レースに参戦する際「MORIZO（モリゾウ）」という名前を使っている。

### 博覧会運営に関すること
- 愛知万博の歴史 - 計画立案から閉幕後までの出来事の年表
- 愛知万博の入場者数問題 - 入場者数の推移等
- 愛知万博の問題点 - 入場者数以外の問題点
- 愛知万博の施設 - 会場内の施設やパビリオン
- 愛知万博の交通 - 会場内・会場への交通
- 愛知万博のマスメディア - 会場内外での広報
- 愛知万博の開会式
- 愛知万博の閉会式
- 市民参加型万博 - 愛知万博の運営上の特徴

### サテライト会場・関連事業
- デ・ラ・ファンタジア - 2005年日本国際博覧会ささしまサテライト会場（名古屋市が主体）
  - ポケパーク
  - ラ・バーモささしま（現：マーケットスクエアささしま）
- 人と自然が織りなす日本の風景百選
- 長久手サテライト会場 - 長久手町が主体「ながくて広場」「レストスペース」「長久手町・ワーテルロー市共同館」など

### 運営に関連した組織・団体
- 財団法人 2005年日本国際博覧会協会 - 愛知万博の運営主体
- 一般財団法人 地球産業文化研究所 (GISPRI) - 博覧会協会の解散後の事業を引き継いだ法人

### 開催前・閉幕後の会場、資源再利用など

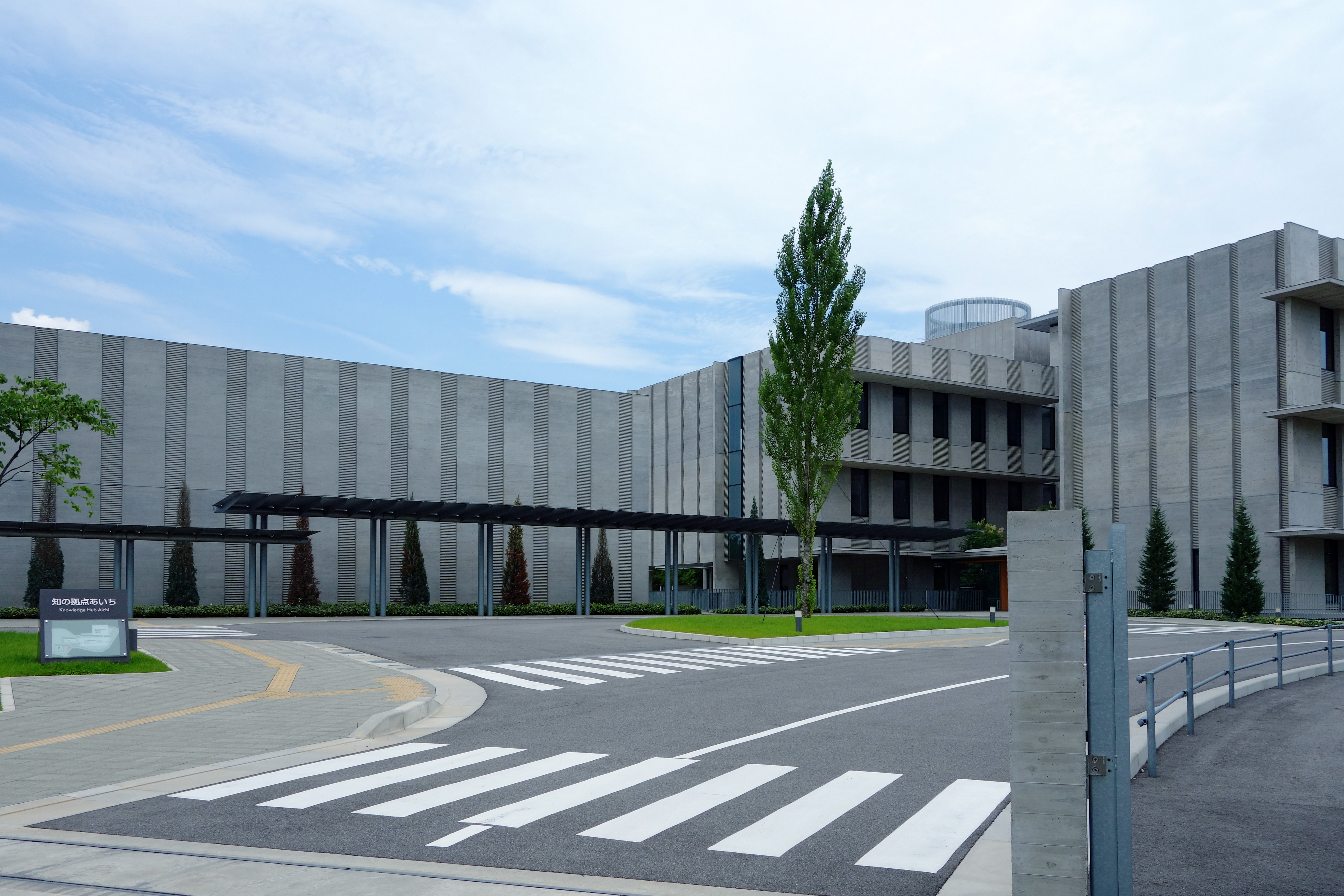
知の拠点あいち

- 愛・地球博記念公園 - 2006年（平成18年）、愛知万博閉幕後の長久手会場を整備し、愛称「モリコロパーク」と名付けられオープンした。2012年度現在も整備計画が継続中。
  - 愛知青少年公園 - 長久手会場の前身
  - 知の拠点あいち - 愛知万博の長久手会場東ゲート・ターミナル跡地に整備された理念継承施設。2012年（平成24年）2月14日にオープン。
  - 地球市民交流センター - 長久手会場跡地の愛･地球博記念公園内に博覧会の理念と成果を継承、発展させる施設として建設。
  - ジブリパーク - 愛・地球博記念公園内に整備されたテーマパーク。2022年11月1日第1期エリアオープン[33]。2024年3月に全面オープン。
- 海上の森
  - あいち海上の森センター - 愛知万博の瀬戸会場の愛知県館を閉幕後整備した施設。旧主会場候補地「海上の森」の管理・環境保護推進施設。
  - 瀬戸万博記念公園（愛・パーク） - 海上の森の外縁（旧万博瀬戸会場ゲートと旧市民パビリオン跡地の間）にあるモニュメント「天水皿n」を中心にした記念公園。2009年（平成21年）3月20日（金・祝）開設。
- 名古屋市市政資料館 - 名古屋市パビリオン「大地の塔」を記念し常設展示
- パロマ瑞穂スタジアム - 万博会場の愛・地球広場で使用されていた大型映像装置「エキスポビジョン」が移設されている
- MERRY EXPO -Book of global exchange- - 世界中から集められ、万博会場で使用されたダンボールを表紙と裏表紙に再利用し、「MERRY EXPO」で撮影された世界中の子ども達の笑顔とメッセージを集めた写真集。
- 建長寺法堂にラホール中央博物館所蔵の釈迦苦行像のレプリカが万博終了後パキスタンより寄贈され安置された。

### 万博関連のインフラ整備
- 中部国際空港（万博の空の玄関として開港）
- 東海環状自動車道(豊田藤岡インター付近に大規模駐車場を整備)
- 名古屋瀬戸道路（会場までのアクセス道路として建設）
- 愛知高速交通東部丘陵線（リニモ）（会場へのアクセスとなる鉄道[注釈 8]）

交通関係のインフラについて詳しくは愛知万博の交通を参照のこと。

### 記念発行物
万博開催を記念して10000円金貨、1000円銀貨、および500円ニッケル黄銅貨が発行された。
500円硬貨は平成17年2月14日より金融機関の窓口で両替方式、10000円金貨および1000円銀貨は事前に造幣局へ申し込み、前年の12月頃より抽選の当選者にプレミアム価格で販売された。

### その他関連事項
- 原田夏希（女優 緑化壁「バイオラング」のアンバサダーに就任）
- 木村尚三郎（総合プロデューサー）
- 涌井雅之（会場演出総合プロデューサー）
- 堺屋太一（顧問）
- トヨタ自動車
- テレビアニメ『ドラえもん』（4月から放送の新声優陣が、万博で上映された映像に先行して出演[34]）
- 新実徳英（愛知県名古屋市出身。愛知万博を記念したオペラ「白鳥（しろとり）」を作曲）
- 山田外美代（皆勤を達成）
- 浜名湖花博（前年の2004年に浜松市にて開催され愛知万博の広報の役割も兼ねていた[35]）